# Blaze and the Monster Machines
Blaze and the Monster Machines és una sèrie de televisió infantil interactiva animada per ordinador centrada en STEM (l'ensenyament de la ciència, la tecnologia, l'enginyeria i les matemàtiques) que es va estrenar a Nickelodeon el 13 d'octubre de 2014. La sèrie gira al voltant del Blaze, un camió monstre, i el seu conductor, l'AJ, ja que viuen aventures a Axle City i aprenen sobre diversos conceptes STEM que els ajuden en el seu camí. S'hi uneix la mecànica humana la Gabby i els seus amics de camions monstre el Stripes, la Starla, el Darington i el Zeg, així com el seu rival el Crusher i el seu company el Pickle. Més tard, la Watts s'uneix al repartiment principal de la temporada 3.